# Марокко на летних Олимпийских играх 1968
Марокко принимала участие в Летних Олимпийских играх 1968 года в Мехико (Мексика) в третий раз за свою историю, но не завоевала ни одной медали. Сборную страны представляли две женщины.